# Derek Willis
Derek Xavier Willis  (* 21. Juni 1995 in Louisville) ist ein US-amerikanischer Basketballspieler.

## Werdegang
Willis, der mütterlicherseits von der nordamerikanischen Urbevölkerung abstammt und in seiner Kindheit mehrere Jahre in einem Reservat im Bundesstaat Wyoming lebte, spielte als Heranwachsender Basketball an der Bullitt East High School in der Stadt Mount Washington (US-Bundesstaat Kentucky). 2013 wechselte er an die University of Kentucky und spielt dort unter Trainer John Calipari. Bis 2017 kam Willis in 103 Spielen zum Einsatz und erzielte im Durchschnitt 5,4 Punkt und 3,4 Rebounds je Begegnung. Er gewann mit Kentucky 2015, 2016 und 2017 den Meistertitel in der Southeastern Conference.
Im Juli 2017 wurde er von der NBA-Mannschaft Detroit Pistons mit einem Einjahresvertrag ausgestattet, kam in der NBA aber nicht zum Einsatz, sondern wurde Mitglied von Detroit Ausbildungsmannschaft Grand Rapids Drive in der NBA G-League.
Willis wechselte zur Saison 2018/19 zum deutschen Bundesligisten BG Göttingen. Für die Niedersachsen bestritt der Flügelspieler 34 Bundesliga-Einsätze (12 Punkte, 5 Rebounds/Spiel). Mit 62 getroffenen Dreipunktewürfen war Willis zweitbester Distanzschütze der „Veilchen“. In der Saison 2019/20 stand Willis bei einem weiteren Bundesligisten, Ratiopharm Ulm, unter Vertrag. Mit Ulm erreichte er das Bundesliga-Halbfinale. Bei 28 Bundesliga-Einsätzen stand er in 25 Spielen in der Anfangsaufstellung, Willis verbuchte 8,6 Punkte und 5,3 Rebounds je Begegnung.
Er setzte seine Laufbahn in Italien fort, spielte in der Saison 2020/21 für den Erstligisten Happy Casa Brindisi (31 Ligaspiele, 11 Punkte, 8,3 Rebounds je Begegnung). In der Sommerpause 2021 wurde der US-Amerikaner vom spanischen Erstligisten Joventut de Badalona verpflichtet. Willis wurde im Spieljahr 2021/22 in Badalonas Farben in 40 Begegnungen der Liga ACB eingesetzt und erzielte im Mittel 9,6 Punkte.
Im Vorwege der Saison 2022/23 ging er zu Reyer Venezia Mestre und damit in die italienische Serie A zurück. Willis erzielte für die Mannschaft aus Venedig in der Serie A im Mittel 9,8 Punkte je Einsatz. Er wechselte anschließend in Hinblick auf das Spieljahr 2023/24 zu Anadolu Efes SK in die Türkei.
Der amtierende französische Meister Paris Basketball unterbreitete ihm ein Angebot, das Willis annahm und zur Saison 2025/26 in die französische Hauptstadt kam.